# Rallye du Portugal 2014
Le Rallye du Portugal 2014 est le 4e rallye du Championnat du monde des rallyes 2014.

## Résultats

### Classement final
| Rang              | Pilote            | Copilote             | Numéro            | Voiture               | Écurie                      | Temps             | Écart             | Points            |
| Toutes catégories | Toutes catégories | Toutes catégories    | Toutes catégories | Toutes catégories     | Toutes catégories           | Toutes catégories | Toutes catégories | Toutes catégories |
| ----------------- | ----------------- | -------------------- | ----------------- | --------------------- | --------------------------- | ----------------- | ----------------- | ----------------- |
| 1.                | Sébastien Ogier   | Julien Ingrassia     | 1                 | Volkswagen Polo WRC R | Volkswagen Motorsport       | 3 h 33 min 20 s 4 | --                | 283               |
| 2.                | Mikko Hirvonen    | Jarmo Lehtinen       | 5                 | Ford Fiesta RS WRC    | M-Sport WRT                 | 3 h 34 min 03 s 6 | +43 s 2           | 18                |
| 3.                | Mads Østberg      | Jonas Andersson      | 4                 | Citroën DS3 WRC       | Citroën Total Abu Dhabi WRT | 3 h 34 min 32 s 8 | +1 min 12 s 4     | 161               |
| 4.                | Andreas Mikkelsen | Mikko Markkula (fi)  | 9                 | Volkswagen Polo WRC R | Volkswagen Motorsport       | 3 h 38 min 10 s 9 | +4 min 50 s 5     | 12                |
| 5.                | Henning Solberg   | Ilka Minor           | 16                | Ford Fiesta RS WRC    | Henning Solberg             | 3 h 38 min 30 s 6 | +5 min 10 s 2     | 10                |
| 6.                | Martin Prokop     | Jan Tománek          | 21                | Ford Fiesta RS WRC    | Jipocar Czech National Team | 3 h 41 min 47 s 6 | +8 min 27 s 2     | 8                 |
| 7.                | Thierry Neuville  | Nicolas Gilsoul      | 7                 | Hyundai i20 WRC       | Hyundai Motorsport          | 3 h 41 min 42 s 7 | +8 min 32 s 3     | 6                 |
| 8.                | Juho Hänninen     | Tomi Tuominen        | 8                 | Hyundai i20 WRC       | Hyundai Motorsport          | 3 h 42 min 12 s 0 | +8 min 51 s 6     | 4                 |
| 9.                | Nasser Al-Attiyah | Giovanni Bernacchini | 40                | Ford Fiesta RRC S2000 | Nasser Al-Attiyah           | 3 h 43 min 35 s 1 | +10 min 14 s 7    | 2                 |
| 10.               | Jari Ketomaa      | Kaj Lindström        | 35                | Ford Fiesta R5        | Drive DMack                 | 3 h 43 min 46 s 7 | 10 min 26 s 3     | 1                 |

3, 2, 1 : y compris les 3, 2 et 1 points attribués aux trois premiers de la spéciale télévisée (power stage).

### Spéciales chronométrées
| Étape             | Spéciale | Heure   | Nom                      | Distance | Vainqueur          | Temps         | Leader          |
| ----------------- | -------- | ------- | ------------------------ | -------- | ------------------ | ------------- | --------------- |
| (3 avril)         | ES1      | 18 h 01 | SS1 Super Special Lisboa | 3,27 km  | Sébastien Ogier    | 2 min 52 s 7  | Sébastien Ogier |
| 2e jour (4 avril) | ES2      | 10 h 06 | Silves 1                 | 21,50 km | Dani Sordo         | 12 min 25 s 5 | Sébastien Ogier |
| 2e jour (4 avril) | ES3      | 11 h 06 | Ourique 1                | 25,04 km | Dani Sordo         | 12 min 20 s 8 | Dani Sordo      |
| 2e jour (4 avril) | ES4      | 11 h49  | Almodôvar 1              | 26,48 km | Jari-Matti Latvala | 16 min 31 s 8 | Sébastien Ogier |
| 2e jour (4 avril) | ES5      | 14 h 51 | Silves 2                 | 21,50 km | Sébastien Ogier    | 11 min 53 s 8 | Sébastien Ogier |
| 2e jour (4 avril) | ES6      | 15 h 51 | Ourique 2                | 25,04 km | Thierry Neuville   | 12 min 10 s 4 | Sébastien Ogier |
| 2e jour (4 avril) | ES7      | 16 h 34 | Almodôvar 2              | 26,48 km | Mikko Hirvonen     | 16 min 27 s 6 | Mikko Hirvonen  |
| 3e jour (5 avril) | ES8      | 09 h 55 | Santa Clara 1            | 19,09 km | Sébastien Ogier    | 12 min 23 s 0 | Mikko Hirvonen  |
| 3e jour (5 avril) | ES9      | 10 h 50 | Santana da Serra 1       | 31,90 km | Sébastien Ogier    | 23 min 10 s 2 | Sébastien Ogier |
| 3e jour (5 avril) | ES10     | 12 h 00 | Malhão 1                 | 22,15 km | Jari-Matti Latvala | 13 min 58 s 1 | Sébastien Ogier |
| 3e jour (5 avril) | ES11     | 15 h 00 | Santa Clara 2            | 19,09 km | Sébastien Ogier    | 12 min 04 s 7 | Sébastien Ogier |
| 3e jour (5 avril) | ES12     | 15 h 55 | Santana da Serra 2       | 31,90 km | Sébastien Ogier    | 23 min 00 s 6 | Sébastien Ogier |
| 3e jour (5 avril) | ES13     | 17 h 05 | Malhão 2                 | 22,15 km | Sébastien Ogier    | 13 min 49 s 2 | Sébastien Ogier |
| 4e jour (6 avril) | ES14     | 08 h 50 | Loulé 1                  | 13,83 km | Jari-Matti Latvala | 8 min 57 s 8  | Sébastien Ogier |
| 4e jour (6 avril) | ES15     | 09 h 45 | São Brás de Alportel     | 16,21 km | Mads Østberg       | 11 min 38 s 7 | Sébastien Ogier |
| 4e jour (6 avril) | ES16*    | 11 h 05 | Loulé 2                  | 13,83 km | Sébastien Ogier    | 8 min 41 s 7  | Sébastien Ogier |

* : spéciale télévisée attribuant des points aux trois premiers pilotes
L’épreuve se déroule sur des routes de gravier et de terre mais la boue présente sur certaines portions oblige les pilotes à faire un bons choix de pneus et à embarquer une ou deux roues supplémentaires.
Alors qu’une première interruption de course a eu lieu dans l’ES 4 après que R. Kubica a accroché une pierre bloquant les concurrents suivant, la sortie de route de Ott Tänak à la suite d'une casse mécanique arrête à nouveau l'épreuve et les concurrents sont crédités de temps forfaitaires, et notamment M. Hirvonen du temps de S. Ogier second de l'épreuve et en tête du classement général.

## Classement au championnat après l'épreuve

### Classement des pilotes
Selon le système de points en vigueur, les 10 premiers équipages remportent des points, 25 points pour le premier, puis 18, 15, 12, 10, 8, 6, 4, 2 et 1.
| Rang | Pilote              | Rallyes | Rallyes | Rallyes | Rallyes | Rallyes | Rallyes | Rallyes | Rallyes | Rallyes | Rallyes | Rallyes | Rallyes | Rallyes | Total points |
| Rang | Pilote              | MON     | SUE     | MEX     | POR     | ARG     | ITA     | POL     | FIN     | GER     | AUS     | FRA     | ESP     | GBR     | Total points |
| ---- | ------------------- | ------- | ------- | ------- | ------- | ------- | ------- | ------- | ------- | ------- | ------- | ------- | ------- | ------- | ------------ |
| 1er  | Sébastien Ogier     | 272     | 8       | 283     | 283     | -       | -       | -       | -       | -       | -       | -       | -       | -       | 91           |
| 2e   | Jari-Matti Latvala  | 133     | 272     | 202     | 2       | -       | -       | -       | -       | -       | -       | -       | -       | -       | 62           |
| 3e   | Mads Østberg        | 12      | 183     | 2       | 161     | -       | -       | -       | -       | -       | -       | -       | -       | -       | 48           |
| 4e   | Andreas Mikkelsen   | 6       | 18      | 0       | 12      | -       | -       | -       | -       | -       | -       | -       | -       | -       | 36           |
| 5e   | Mikko Hirvonen      | Ab      | 131     | 51      | 18      | -       | -       | -       | -       | -       | -       | -       | -       | -       | 36           |
| 6e   | Thierry Neuville    | Ab      | 0       | 15      | 6       | -       | -       | -       | -       | -       | -       | -       | -       | -       | 21           |
| 7e   | Elfyn Evans         | 8       | Ab      | 12      | 0       | -       | -       | -       | -       | -       | -       | -       | -       | -       | 20           |
| 8e   | Bryan Bouffier      | 18      | -       | -       | -       | -       | -       | -       | -       | -       | -       | -       | -       | -       | 18           |
| 9e   | Martin Prokop       | Ab      | Ab      | 10      | 8       | -       | -       | -       | -       | -       | -       | -       | -       | -       | 18           |
| 10e  | Kris Meeke          | 161     | 1       | Ab      | Ab      | -       | -       | -       | -       | -       | -       | -       | -       | -       | 17           |
| 11e  | Henning Solberg     | -       | 6       | -       | 10      | -       | -       | -       | -       | -       | -       | -       | -       | -       | 16           |
| 12e  | Ott Tänak           | -       | 10      | 0       | Ab      | -       | -       | -       | -       | -       | -       | -       | -       | -       | 10           |
| 13e  | Beníto Guerra       | -       | -       | 8       | -       | -       | -       | -       | -       | -       | -       | -       | -       | -       | 8            |
| 14e  | Chris Atkinson      | -       | -       | 6       | -       | -       | -       | -       | -       | -       | -       | -       | -       | -       | 6            |
| 15e  | Jaroslav Melicharek | 4       | -       | -       | -       | -       | -       | -       | -       | -       | -       | -       | -       | -       | 4            |
| 16e  | Pontus Tidemand     | -       | 4       | -       | 0       | -       | -       | -       | -       | -       | -       | -       | -       | -       | 4            |
| 17e  | Juho Hänninen       | -       | -       | -       | 4       | -       | -       | -       | -       | -       | -       | -       | -       | -       | 4            |
| 18e  | Matteo Gamba        | 2       | -       | -       | -       | -       | -       | -       | -       | -       | -       | -       | -       | -       | 2            |
| 19e  | Craig Breen         | -       | 2       | -       | -       | -       | -       | -       | -       | -       | -       | -       | -       | -       | 2            |
| 20e  | Nasser Al-Attiyah   | -       | -       | -       | 2       | -       | -       | -       | -       | -       | -       | -       | -       | -       | 2            |
| 21e  | Yuriy Protasov      | 1       | 0       | 1       | 0       | -       | -       | -       | -       | -       | -       | -       | -       | -       | 2            |
| 22e  | Jari Ketomaa        | -       |         | -       | 1       | -       | -       | -       | -       | -       | -       | -       | -       | -       | 1            |

| Couleur | Résultat                                                         |
| ------- | ---------------------------------------------------------------- |
| Or      | Vainqueur                                                        |
| Argent  | 2e place                                                         |
| Bronze  | 3e place                                                         |
| Vert    | Classé, dans les points                                          |
| Bleu    | Classé, hors des points Non classé (Nc.)                         |
| Mauve   | Abandon (Ab.) Retrait (Re.)                                      |
| Noir    | Disqualifié (Dq.)                                                |
| Blanc   | N'a pas pris le départ (Np.) Forfait (Forf.) Épreuve annulée (A) |
| Aucune  | N'a pas participé (-)                                            |

3, 2, 1 : y compris les 3, 2 et 1 points attribués aux trois premiers de la spéciale télévisée (power stage).

### Classement des constructeurs
| Rang | Équipe                                   | Rallyes | Rallyes | Rallyes | Rallyes | Rallyes | Rallyes | Rallyes | Rallyes | Rallyes | Rallyes | Rallyes | Rallyes | Rallyes | Total points |
| Rang | Équipe                                   | MON     | SUE     | MEX     | POR     | ARG     | ITA     | POL     | FIN     | GER     | AUS     | FRA     | ESP     | GBR     | Total points |
| ---- | ---------------------------------------- | ------- | ------- | ------- | ------- | ------- | ------- | ------- | ------- | ------- | ------- | ------- | ------- | ------- | ------------ |
| 1er  | Volkswagen Motorsport                    | 37      | 35      | 43      | 29      | -       | -       | -       | -       | -       | -       | -       | -       | -       | 144          |
| 2e   | Citroën Total Abu Dhabi World Rally Team | 33      | 23      | 4       | 15      | -       | -       | -       | -       | -       | -       | -       | -       | -       | 75           |
| 3e   | M-Sport World Rally Team                 | 8       | 14      | 18      | 20      | -       | -       | -       | -       | -       | -       | -       | -       | -       | 60           |
| 4e   | Hyundai Shell World Rally Team           | 0       | 8       | 23      | 14      | -       | -       | -       | -       | -       | -       | -       | -       | -       | 45           |
| 5e   | Volkswagen Motorsport II                 | 10      | 16      | 2       | 12      | -       | -       | -       | -       | -       | -       | -       | -       | -       | 40           |
| 6e   | Jipocar Czech National Team              | 0       | 0       | 10      | 10      | -       | -       | -       | -       | -       | -       | -       | -       | -       | 20           |
| 7e   | RK M-Sport World Rally Team              | 0       | 4       | 0       | 0       | -       | -       | -       | -       | -       | -       | -       | -       | -       | 4            |